# Synthesis (Album)
Synthesis ist ein Jazzalbum von Norman Simmons. Die am 17. Januar 2002 in Paramus, New Jersey, entstandenen Aufnahmen erschienen am 30. Juli 2003 auf dem Label Savant.

## Hintergrund
Simmons nahm das Album 2002 mit langjährigen Kollegen auf, darunter Henry Johnson (Gitarre), Lisle Atkinson (Kontrabass) und Paul Wells am Schlagzeug. Bei sechs Stücken spielte der Tenorsaxophonist Eric Alexander mit, ein Schüler von Simmons.
Simmons spielte neben drei Kompositionen von Billy Strayhorn, darunter Lush Life, auch die beiden Lennon/McCartney-Stücke Here, There and Everywhere und Eleanor Rigby vom Beatles-Album Revolver (1966), des Weiteren die Swing-Balladen No More (die Simmons solo spielt) und You’re My Thrill, die vor allem in der Version von Billie Holiday populär waren.
Es war die letzte Aufnahme des Pianisten unter eigenem Namen; Norman Simmons starb im Mai 2021 im Alter von 91 Jahren.

## Titelliste
- Norman Simmons: Synthesis (Savant)

1. Georgia’s in Town 7:38
2. Here There and Everywhere (John Lennon / Paul McCartney) 1:23
3. Eleanor Rigby (Lennon/McCartney) 7:59
4. Winter’s Gone (Bernard Oattes / Norman Simmons) 6:22
5. Lush Life (Billy Strayhorn) 8:33
6. A Flower Is a Lovesome Thing (Billy Strayhorn) 4:15
7. Something To Live For (Duke Ellington, Billy Strayhorn) 6:09
8. Ramira the Dancer 6:50
9. No More (Tutti Camarata / Bob Russell) 2:00
10. You’re My Thrill (Sidney Clare / Jay Gorney) 6:29

Wenn nicht anders vermerkt, stammen die Kompositionen von Norman Simmons.

## Rezeption
Ken Dryden verlieh dem Album in Allmusic vier Sterne und schrieb, diese Studio-Session 2002 für Savant sei ein längst überfälliges Kapitel aus Simmons späteren Jahren und zeige sein großes Talent als Komponist und Arrangeur. Mit dem aufstrebenden Tenorsaxophon-Star Eric Alexander und dem erfahrenen Gitarristen Henry Johnson unter seinen unterstützenden Musikern seien Simmons’ spielerische Überarbeitung Georgia’s in Town und sein flottes Winter’s Gone ausgezeichnete Mittel für den Bläser. Seine kurze Trio-Einlage mit Here, There and Everywhere der Beatles gehe in ein fantasievolles, funkiges Arrangement von Eleanor Rigby über, einem Stück, das in den falschen Händen furchtbar langweilig sein kann, so der Autor. Hervorhebenswert seien auch die Trio-Versionen von Werken Billy Strayhorns.
Harvey Siders schrieb in JazzTimes, das Album zeige wirklich, wie der Titel verspricht, die Summe seiner Talente. Unter diesen befinde sich ein ungewöhnliches Timbre, das durch die oft unisono vorgetragene Mischung von Eric Alexanders Tenorsaxophon und Henry Johnsons Gitarre erzeugt werde. Dieser von Simmons arrangierte Sound sei sehr effektiv bei Georgia’s in Town, einer cleveren Simmons-Melodie, die auf den Akkordstrukturen an Sweet Georgia Brown basiere. Simmons’ Interpretation von Here, There and Everywhere, bei dem er mit Rubato beginne und ende, sei ein „Miniaturjuwel“. Die meisten Highlights auf Synthesis befänden sich in der Strayhorn-Sektion, notierte der Autor; Simmons ursprüngliche Absicht sei es gewesen, eine Reihe von Medleys aufzunehmen. Lush Life beginnt mit einem üppigen Mäandrieren von Simmons, der plötzlich auf Drei-Viertel-Takt wechselt, bevor diese lange Strophe endet. Eine weitere Überraschung erwarte einen, wenn sich der Chorus in einem moderaten Up-tempo-Groove befinde und Simmons Eintritt in den Chorus so aufregend ist wie der eines Bläsers. In der Zwischenzeit swinge Something to Live sanft und A Flower Is a Lovesome Thing erhalte eine impressionistische „Lazy Afternoon“-Behandlung.